# Jochen Ostheimer
Jochen Ostheimer (* 1975) ist ein deutscher katholischer Theologe.

## Leben
Von 1996 bis 2004 studierte er Theologie, Philosophie und Soziale Arbeit. Nach der Promotion 2007 an der PTH Benediktbeuern und der Habilitation 2016 an der Ludwig-Maximilians-Universität München wurde er mit Wirkung zum 1. April 2022 zum W2-Professor für Christliche Sozialethik an der Katholisch-Theologischen Fakultät der Universität Augsburg ernannt.

## Schriften (Auswahl)
- Zeichen der Zeit lesen. Erkenntnistheoretische Bedingungen einer praktisch-theologischen Gegenwartsanalyse. Stuttgart 2008, ISBN 978-3-17-020357-0.
- Liberalismus und soziale Gerechtigkeit. Zur politischen Philosophie von Rawls, Nozick und Hayek. Paderborn 2019, ISBN 978-3-506-78797-2.